# گرم‌چشمه
برای دره‌ای به این نام در پاکستان، گرم‌چشمه، چترال را ببینید.
گرم‌چشمه روستایی است که در استان اردبیل، شهرستان نمین، بخش ویلکیج، دهستان ویلکیج مرکزی قرار دارد.

## جمعیت
بر اساس سرشماری سال ۱۳۸۵ جمعیت این روستا ۹۶۶ نفر با ۲۱۴ خانوار بوده‌است.